# Скерешово
Скерешово (словац. Skerešovo) — село, громада в окрузі Ревуця, Банськобистрицький край, Словаччина. Населення — 229 осіб (за оцінкою на 31 грудня 2017 р.).
Вперше згадується в 1243 році.

## Населення
| Рік:            | 1994. | 2004.    | 2014.   | 2024.    |
| --------------- | ----- | -------- | ------- | -------- |
| Кількість осіб: | 260   | 229      | 245     | 210      |
| Різниця:        |       | -11,92 % | +6,98 % | -14,28 % |

| Рік:            | 2023. | 2024.   |
| --------------- | ----- | ------- |
| Кількість осіб: | 215   | 210     |
| Різниця:        |       | -2,32 % |